# مدير التكنولوجيا التنفيذي
مدير التقنية التنفيذي أو كبير التقنيين أو رئيس الخبراء التقنيين (بالإنجليزية: Chief Technologist أو Chief Technical Officer) هو المدير المسؤول عن الاحتياجات التقنية لشركة أو منظمة، بالإضافة إلى إدارته لعمليات البحث والتطوير.